# Aergo

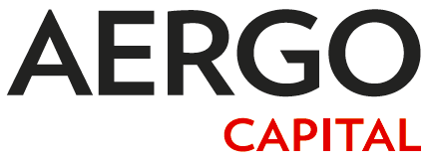
Logotipo de Aergo Capital

Aergo Capital es una compañía que opera, brinda mantenimiento y arrienda aeronaves, basada en Dublín, Irlanda. La compañía fue fundada en 1999 por Denis O'Brien y Fred Browne. Además de la central de Dublín, la compañía tiene oficinas en Chicago, Johannesburgo, Nairobi y Santiago.
Aergo esta clasificada entre las 20 compañías más grandes en el mercado de arrendamiento de aeronaves en el mundo. Su flota consta de más de 40 aeronaves arrendadas a más de 14 clientes. Los tipos de aeronave en su flota incluyen Boeing 737s, McDonnel Douglas MD-83s y Avro RJ85s.

## Safair
Aergo adquirió la compañía sudafricana de arrendamiento y operaciones Safair en diciembre de 2008, luego la vendió a ASL Aviación en noviembre de 2010 y posteriormente abrió una oficina en Johannesburgo.
La compañía no obstante informó una caída de 69 % de sus beneficios antes de impuesto en 2010 a pesar de vender Safair por $20 millones más de lo que pagaron para adquirirla.